# Monty Williams
Tavares Montgomery „Monty“ Williams, Jr. (* 8. Oktober 1971 in Fredericksburg, Virginia) ist ein US-amerikanischer Basketballtrainer und ehemaliger -spieler. Er war zuletzt als Cheftrainer bei den Detroit Pistons in der NBA tätig.

## Spieler
Als Student gehörte Williams der Mannschaft der University of Notre Dame an. In seinem Abschlussspieljahr erzielte er im Durchschnitt 22,4 Punkt und 8,4 Rebounds je Begegnung.
Williams spielte von 1994 bis 2003 in der NBA, stand in Diensten der New York Knicks, San Antonio Spurs, Denver Nuggets, Orlando Magic und der Philadelphia 76ers. Trotz seiner bestehenden Herzerkrankung wurde er beim NBA-Draftverfahren 1994 von New York ausgewählt. In seiner NBA-Karriere spielte Williams in 456 Spielen mit und schaffte insgesamt 2.884 Punkte. Am 8. April 1997 erzielte er einen Karrierebestwert von 30 Punkten als Spieler der Spurs gegen die Denver Nuggets.

## Trainer
Im Jahr 2005 wurde Williams von Nate McMillan als Co-Trainer für die Portland Trail Blazers angestellt.
Am 7. Januar 2010 unterschrieb er einen Dreijahresvertrag bei den New Orleans Hornets, die inzwischen als New Orleans Pelicans antraten. Er blieb bis 2015 Trainer der Pelicans, ehe Williams aufgrund von Erfolglosigkeit entlassen wurde. Kurz darauf wurde er Assistenztrainer bei den Oklahoma City Thunder.
Ab 2019 war Williams Cheftrainer der Phoenix Suns. Er sollte die zuvor lange Zeit erfolglose Mannschaft neu aufstellen. Er führte Phoenix 2021 in die NBA-Finalserie, die in insgesamt sechs Spielen gegen die Milwaukee Bucks verloren wurde. 2022 wurde Williams zum Trainer des Jahres in der NBA gewählt. Er hatte die Mannschaft zuvor im Spieljahr 2021/22 zu 64 Hauptrundensiegen geführt, was eine neue Bestmarke für die Mannschaft aus dem Bundesstaat Arizona bedeutete. Nach dem frühen Playoff-Ausscheiden in der Saison 2022/23 gegen die Denver Nuggets wurde Williams im Mai 2023 von den Phoenix Suns entlassen.
Im Juni 2023 unterzeichnete er bei den Detroit Pistons einen Sechsjahresvertrag mit einem Gesamtgehalt von 78 Millionen US-Dollar, womit er zum bestbezahlten Cheftrainer der NBA aufstieg. Nach einer schwachen Saison 2023/24, in der er mit Detroit nur 14 von 82 Spielen gewann, wurde Williams entlassen.

### Arbeitsweise
Zu den Merkmalen von Williams’ Trainertätigkeit gehören sein besonnenes Auftreten während der Spiele, die ausführliche Beschäftigungen mit vielen Einzelelementen des Basketballspiels sowie das Herstellen eines engen Verhältnisses zu seinen Spielern und deren Familien.

## Persönliches
Williams’ erste Ehefrau Ingrid starb 2016 in Folge eines Verkehrsunfalls. 2017 heiratete er erneut.